# Mionochroma aureotinctum
Mionochroma aureotinctum là một loài bọ cánh cứng trong họ Cerambycidae.

## Hình ảnh

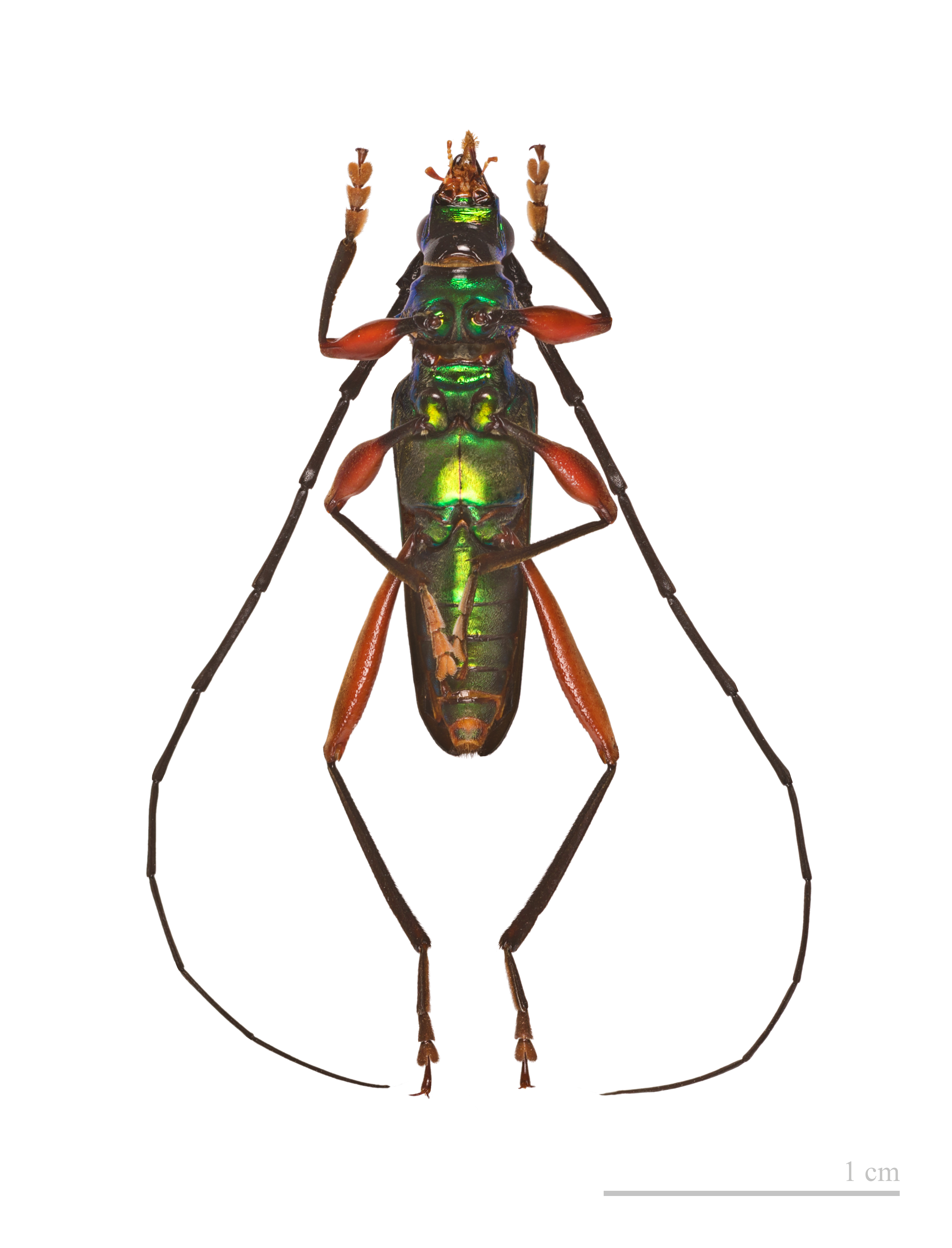
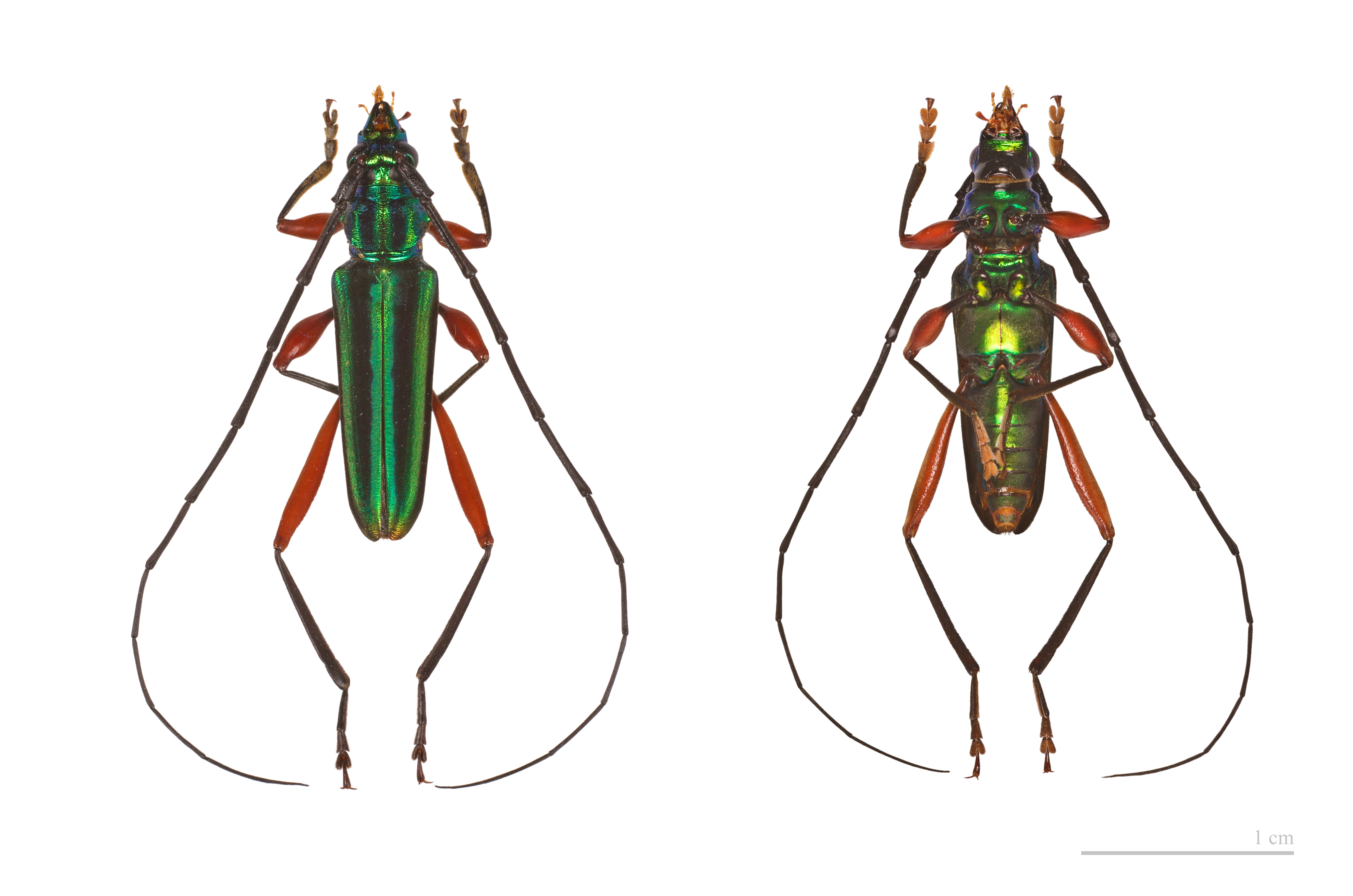